# William C. McGann
Pour les articles homonymes, voir McGann.
William C. McGann, né le 15 avril 1893 à Pittsburgh, Pennsylvanie (États-Unis), et mort le 15 novembre 1977 à Woodland Hills (États-Unis) est un réalisateur, directeur de la photographie et producteur de cinéma américain.

## Filmographie

### Comme réalisateur
- 1930 : Los que danzan
- 1930 : El Hombre malo
- 1930 : On the Border
- 1931 : La Llama sagrada
- 1931 : La Dama atrevida
- 1931 : Les Bijoux volés (The Stolen Jools)[1]
- 1931 : I Like Your Nerve
- 1932 : A Voice Said Goodnight
- 1932 : The Silver Greyhound
- 1932 : On the Air
- 1932 : Murder on the Second Floor
- 1932 : Impromptu
- 1932 : Her Night Out
- 1932 : Illegal
- 1933 : Long Live the King
- 1933 : Little Fella
- 1934 : La Buenaventura
- 1935 : Maybe It's Love (en)
- 1935 : A Night at the Ritz
- 1935 : Man of Iron
- 1936 : Freshman Love (en)
- 1936 : Brides Are Like That
- 1936 : Times Square Playboy
- 1936 : Two Against the World
- 1936 : Hot Money
- 1936 : The Case of the Black Cat (en) de William C. McGann et Alan Crosland
- 1936 : Polo Joe
- 1937 : Penrod and Sam (+ producteur)
- 1937 : Mariez-vous ! (Marry the Girl)
- 1937 : L'Île du diable (Alcatraz Island)
- 1937 : Sh! The Octopus
- 1938 : Penrod and His Twin Brother
- 1938 : When Were You Born
- 1938 : Girls on Probation
- 1939 : Lincoln in the White House
- 1939 : Blackwell's Island
- 1939 : Sweepstakes Winner
- 1939 : Everybody's Hobby
- 1939 : Pride of the Blue Grass
- 1940 : Wolf of New York
- 1940 : The Singing Dude
- 1940 : Dr. Christian Meets the Women
- 1941 : The Lady and the Lug
- 1941 : A Shot in the Dark
- 1941 : The Parson of Panamint (en)
- 1941 : Highway West
- 1941 : We Go Fast
- 1942 : Sacramento (In Old California)
- 1942 : Tombstone: The Town Too Tough to Die (en)
- 1942 : Far West (American Empire)
- 1943 : Frontier Badmen (en)
- 1944 : Trial by Trigger

### Comme assistant-réalisateur
- 1925 : Pleasure Buyers de Chester Withey

### Comme directeur de la photographie
- 1919 : Hearts of Men
- 1919 : Man's Desire
- 1919 : Cauchemars et Superstitions ([When the Clouds Roll by) de Victor Fleming
- 1920 : Une poule mouillée (The Mollycoddle) de Victor Fleming
- 1920 : Le Signe de Zorro (The Mark of Zorro) de Fred Niblo et Theodore Reed
- 1921 : L'Excentrique (The Nut) de Theodore Reed
- 1922 : La Fille du pirate (Hurricane's Gal) d'Allen Holubar
- 1923 : Vengeance of the Deep (en) de Barry Barringer (en)
- 1923 : Les Trois Âges (Three Ages) de Buster Keaton et Edward F. Cline